# Parc national du Mont Ciremai
Le parc national du Mont Ciremai est situé à environ 50 km au sud de la ville de Cirebon, dans la province de Java occidental en Indonésie. Il s'étend sur les kabupaten de Kuningan et Majalengka. Le parc entoure le mont Ciremai, un volcan actif, le plus haut sommet de Java occidental. Des groupes de randonneurs, y compris d’étudiants, grimpent souvent au sommet, bien que des soins soient nécessaires. 
Le parc comprend divers types de flore et de faune endémiques ou menacées, dont les suivantes : 
- Flore : pins (Pinus merkusii), Castanopsis javanica (connu localement sous le nom de saninten), randu tiang (Fragraera blumii), nangsi (Villubrunes rubescens), macaranga (Macaranga denticulatan), pasang (Lithocarpus sundaicus), Elaeocarpus, des figuiers ( Ficus ), Ardisia cymosa et Platea latifolia,
- Faune : léopards, cerfs (Muntiacus muntjak ou javan muntjac), échidnés (Zaglossus bruijni), singes (Javan surili), le faucon pygargue et diverses espèces de pythons.